# Bernhard Studer
Bernhard Studer (Büren an der Aare, 21 de agosto de 1794 — Berna, 2 de maio de 1887) foi um geólogo suíço.
Foi laureado com a medalha Wollaston de 1879, concedida pela Sociedade Geológica de Londres.

## Obras
- "Beyträge zu einer Monographie der Molasse". 1825
- "Geologie der westlichen Schweizer-Alpen". 1834
- "Geologie der Schweiz". 2 volumes. 1851-1853